# Komyros
Komyros (altgriechisch Κώμυρος Kṓmyros) ist ein Epitheton des griechischen Gottes Zeus in Karien.
Der Kult des Komyros ist durch Lykophrons Alexandra in Halikarnassos bekannt, wo ihm Herakles ein Brandopfer darbringt, in einem Scholion von Tzetzes zu der Stelle wird das Epitheton dem Zeus zugeordnet. Der Religionshistoriker Martin Persson Nilsson identifiziert das Epitheton mit dem inschriftlich in Bargylia bezeugten Beinamen des Zeus Kymorios (Κυμώριος Kymṓrios). Es ist davon auszugehen, dass es sich bei dem Beinamen um eine ursprünglich karische Lokalgottheit handelte, die dann mit Zeus identifiziert wurde.
Ein zweitägiges Fest des Zeus Komyros, die Komyria, wurde im Bergdorf Panamara gefeiert, in dessen Nähe im 3. Jahrhundert v. Chr. von Antiochos I. die Stadt Stratonikeia gegründet wurde. In Panamara wurden im 19. Jahrhundert Ruinen eines Tempels des Zeus Panameros gefunden, der den kultischen Mittelpunkt verschiedener Gemeinden darstellte, die sich später zu einem Koinon zusammenschlossen. Neben den Komyria wurden hier auch die Panamereia, das Fest des Zeus Panameros, und Heraia zu Ehren der Göttin Hera Teleia begangen. Neben dem Tempel befand sich ein separates, Komyrion genanntes Heiligtum.